# Kyivstar
Kyivstar (ukrainisch Київстар ‚Kyjiwstar‘) ist mit knapp 25,9 Millionen Kunden (Stand: 3. Quartal 2013) der größte Mobilfunkanbieter der Ukraine und hat 700.000 Internetkunden (Stand: 2. Quartal 2013). Das Unternehmen erreicht eine Flächendeckung von 99 % der ukrainischen Bevölkerung und bietet seine Dienstleistungen unter den Marken Kyivstar, Kyivstar Business (Businesskunden) sowie Djuice (Jugendliche) an. Kyivstar ist außerdem einer der größten Breitband-Internetanbieter in der Ukraine. Kyivstar erbringt Kommunikationsdienstleistungen und Datenübertragungen auf der Grundlage verschiedenster Festnetz- und Mobilfunktechnologien, einschließlich 3G und 4G (LTE). Die Hauptkonkurrenten auf dem ukrainischen Mobilfunkmarkt sind Vodafone Ukraine und lifecell Ukraine. Kyivstar gehört in seiner Branche zu den größten Steuerzahlern der Ukraine.

## Unternehmensgeschichte

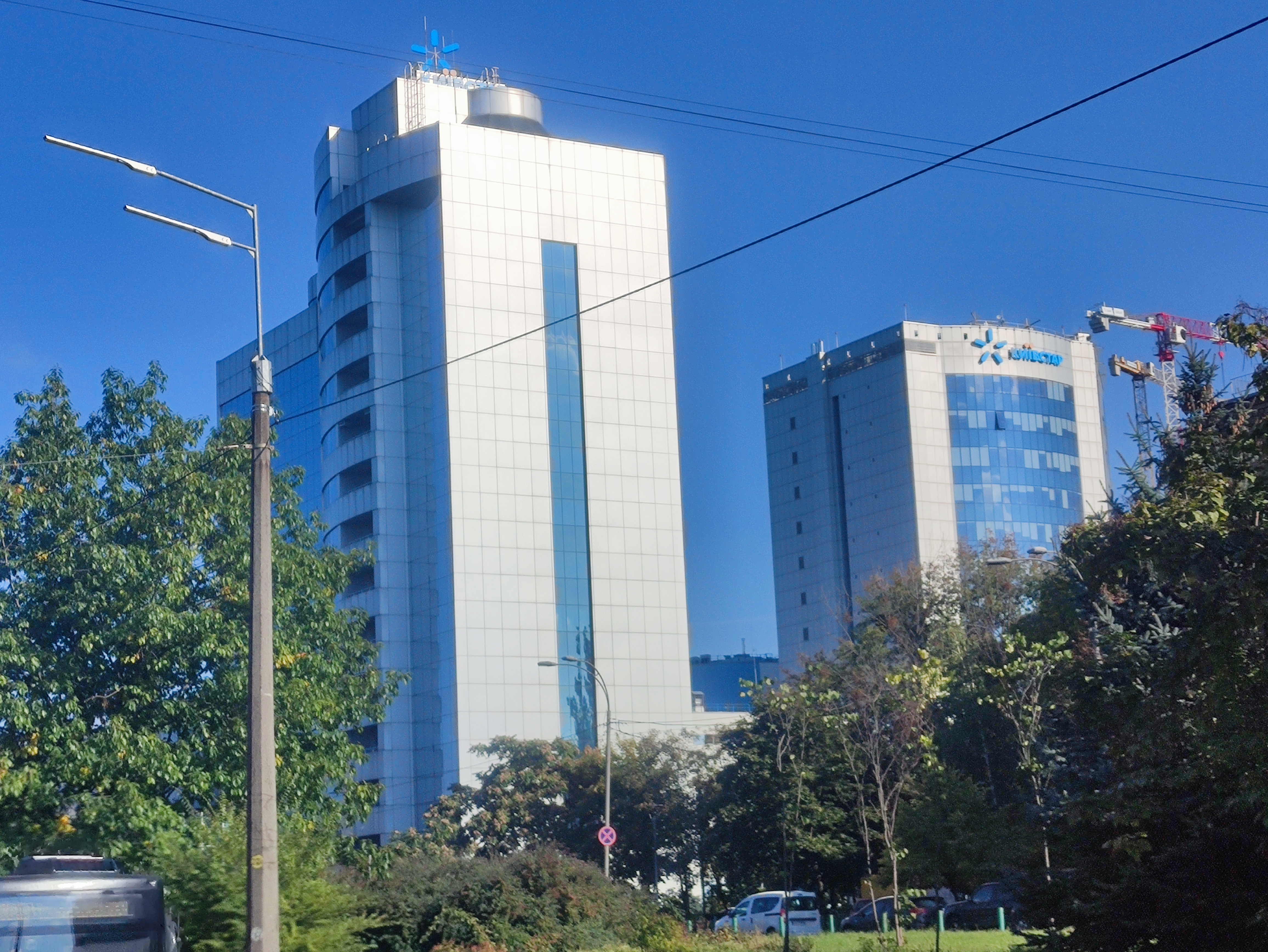
Hauptsitz von Kyivstar

Das Unternehmen wurde 1994 gegründet und am 9. Dezember 1997 fand das erste Telefonat im Netzwerk von Kyivstar statt.
Im gleichen Jahr wurden vier Regionalzentren in den ukrainischen Großstädten Charkiw, Dnipro, Lemberg und Odessa eröffnet. 1999 eröffnete Kyivstar eine Filiale auf der Krim.
Schon 2001 hatte Kyivstar über eine Million Mobilfunkkunden und stieg zum Marktführer auf.
2002 wurde ein gesamteuropäisches Roaming-Netzwerk aufgebaut.
Im August 2005 überschritt die Zahl an Mobilfunkkunden 10 Millionen. Die Zahl der Kunden verdoppelte sich von August 2005 bis 2007 auf 20 Millionen.
Seit 2010 ist Kyivstar auch Internetdienstanbieter und bietet Internetzugang über Glasfaser an.

### Hackerangriff Dezember 2023
Am Morgen des 12. Dezembers 2023 wurde der Mobilfunkanbieter durch einen Hackerangriff lahmgelegt. Landesweit fielen Mobiltelefonie und Internet im Netz von Kyivstar sowie bei Vodafone aus. Teile der Infrastruktur wurden zerstört. Auch die Firmenwebsite war nicht erreichbar. Als Ausweichmöglichkeit empfahl Kyivstar die Netze anderer Anbieter. Nach dem russischen Einmarsch vor über 21 Monaten war ein kostenfreier Übergang zwischen allen Mobilfunkanbietern der Ukraine vereinbart worden.

## Wirtschaftskennzahlen
Der Gewinn belief sich 2012 auf 4.267 Mrd. UAH. Zeitgleich lag die Bilanzsumme bei 11.317 Mrd. UAH.

## Eigentumsverhältnis
Kyivstar ist eine Tochtergesellschaft von Veon (ehemals Vimpelcom) einem Joint-Venture. Dieses setzte sich ursprünglich aus der LetterOne des Oligarchen Michail Fridman und der norwegischen Telenor zusammen. Hinter LetterOne (früher bekannt als Altimo) steht die russische Alfa-Gruppe. Im Jahre 2019 stieß Telenor seine Anteile vollständig ab. Die Eigentumsverhältnisse von Veon sind Stand 2022 wie folgt:
| Anteil (Stimmrechte) | Anteilseigner                                                         |
| 47,9 %               | LetterOne1                                                            |
| 43,8 %               | Streubesitz                                                           |
| 8,3 %                | The Stichting Administratiekantoor Mobile Telecommunications Investor |

Quelle: 

1Investmentgesellschaft des russischen Oligarchen Michail Fridman.